# Psammophilocyclops
Psammophilocyclops – rodzaj widłonogów z rodziny Cyclopidae. Nazwa naukowa tego rodzaju skorupiaków została opublikowana w 1956 roku przez brytyjskiego zoologa Geoffreya Fryera.

## Podział systematyczny
Do rodzaju należą następujące gatunki:
- Psammophilocyclops bispinosus Shen & Tai, 1964
- Psammophilocyclops boccaroi Fryer, 1956
- Psammophilocyclops paucisetosus Lee & Chang, 2011
- Psammophilocyclops trispinosus Shen & Tai, 1964